# Lehrgebäude Seefahrtschule Bremen

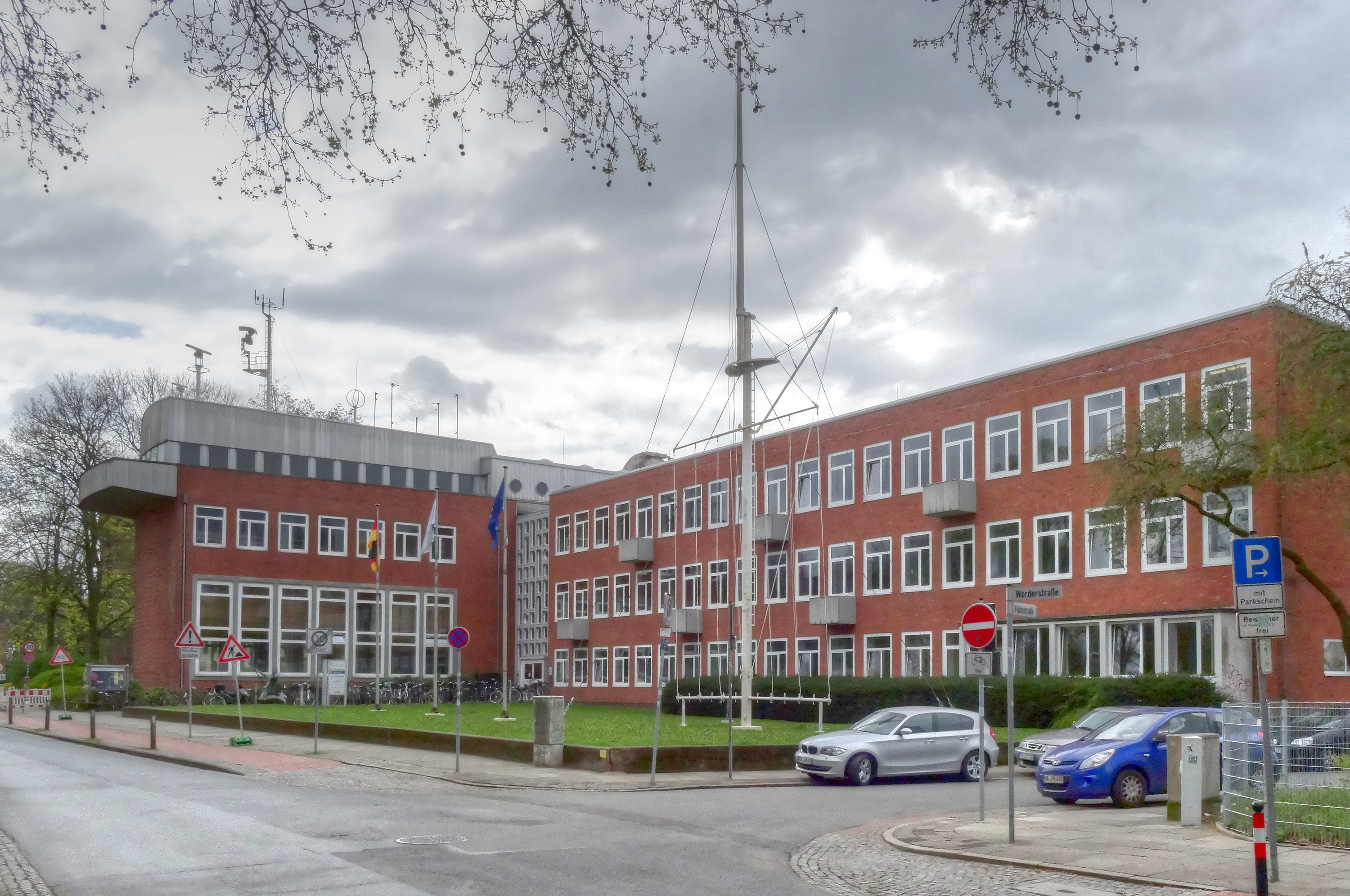
Hochschule für Nautik

Das Lehrgebäude der Seefahrtschule Bremen dient heute der Fakultät 5 (Natur und Technik) und der Fakultät 1 (Wirtschaftswissenschaften) der Hochschule Bremen in Neustadt (Bremen).

## Geschichte
Die Bremische Navigationsschule von 1798 musste entsprechend dem wachsenden Bedarf vergrößert werden. Die spätere Steuermannschule und ab 1858 Seefahrtschule hatte wechselnde Standorte im Haus Seefahrt, in angemieteten Räumen, dann in der Hauptschule in der Dechanatstraße sowie auf der Wichelnburg und ab 1877 in einem Schulgebäude am Neustadtswall, das 1944 zerstört wurde. Danach wurde in Baracken unterrichtet und ab 1949 in der Schule an der Elsflether Straße.
Das drei- bzw. viergeschossigen Gebäude mit einem Flachdach wurde von 1955 bis 1958 nach Plänen des Bremer Architekten Bernhard Wessel gebaut. Das rotsteinverblendete, markante Bauwerk aus der Moderne der Nachkriegszeit wurde gestalterisch maritim betont durch den an eine Kommandobrücke erinnernden oberen Bauteil; darunter der große Hörsaal. Die gestalteten Glasfenster im Treppenhaus stammen von Werner Rohde.
Das kleine Olbers-Planetarium und die Walter-Stein-Sternwarte der Olbers-Gesellschaft wurden im obersten Geschoss integriert.
Vor dem Eingang auf dem Vorplatz steht seit 1958 die Bronze-Plastik Neptun vom Bremer Bildhauer Paul Halbhuber mit Blick auf die Weser; Neptun bewacht Schule und Fahrräder.
Heute (2017) befinden sich im Gebäude die Fakultäten Nautik und Wirtschaft.

## Denkmalschutz

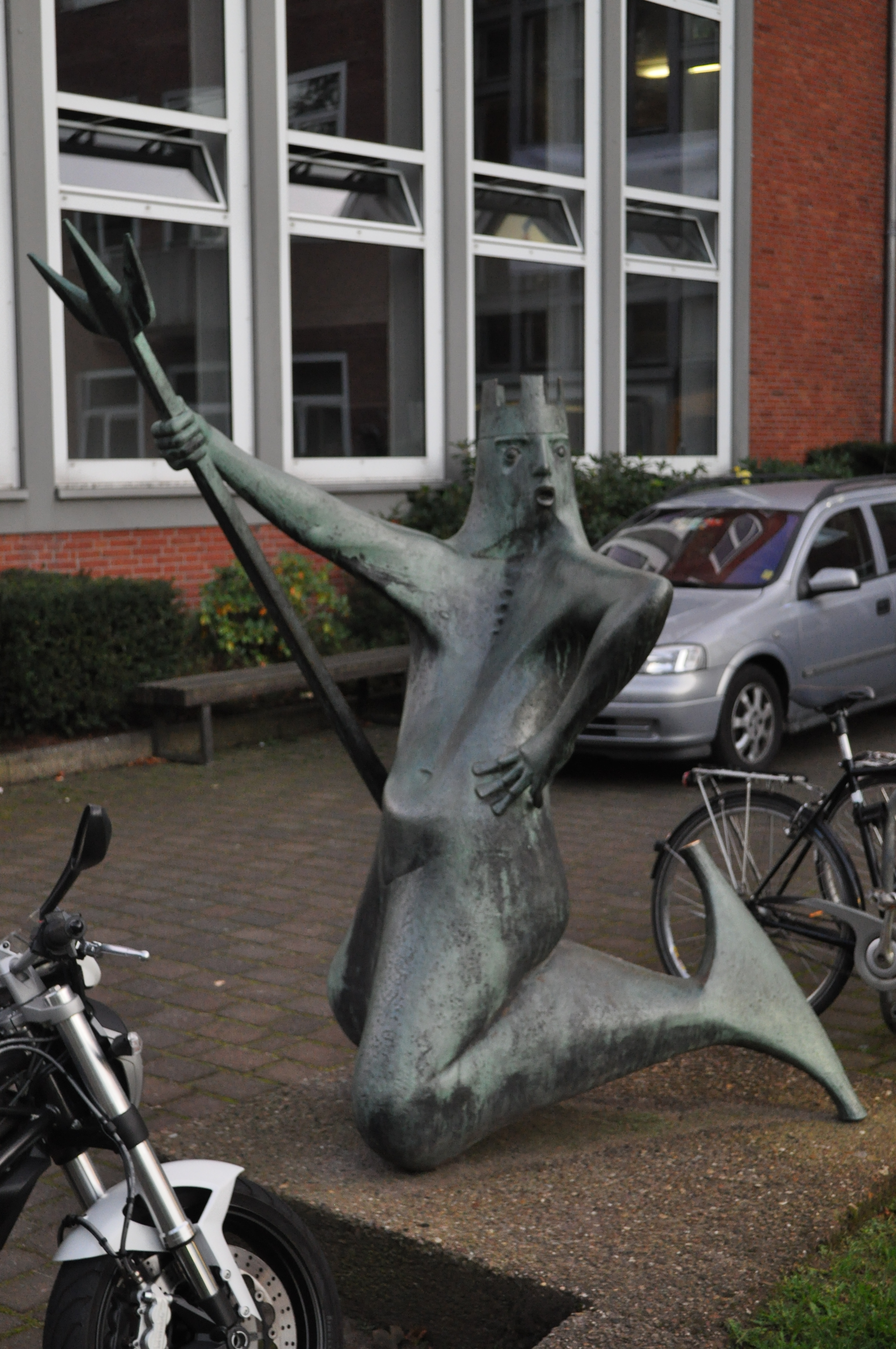
Neptunplastik

Das Gebäude wurde 1998 als Bremer Kulturdenkmal unter Denkmalschutz gestellt.